# سارة دوهرتي
سارة دوهرتي (بالإنجليزية: Sarah Doherty)‏ هي متسلقة جبال أمريكية، ولدت في 21 ديسمبر 1959 في تونتون في الولايات المتحدة.